# Bachia cacerensis
Espèce
Bachia cacerensis est une espèce de sauriens de la famille des Gymnophthalmidae.

## Répartition
Cette espèce est endémique du Mato Grosso au Brésil.
Sa présence est incertaine en Bolivie.

## Étymologie
Son nom d'espèce, composé de cacer[es] et du suffixe latin -ensis, « qui vit dans, qui habite », lui a été donné en référence au lieu de sa découverte : la municipalité de Cáceres.

## Publication originale
- Castrillon & Strüssmann, 1998 : Nova espécie de Bachia e a presença de B. dorbignyi (Duméril & Bibron) no sudoeste de Mato Grosso, Brasil (Sauria, Gymnophthalmidae). Revista Brasileira de Zoologia, vol. 15, no 3, p. 567-581 (texte intégral).